# Kabupaten de Boven Digoel
Le kabupaten de Boven Digoel (en indonésien : Kabupaten Boven Digoel), est une subdivision administrative de la province de Papouasie méridionale en Indonésie. Son chef-lieu est Tanah Merah.  

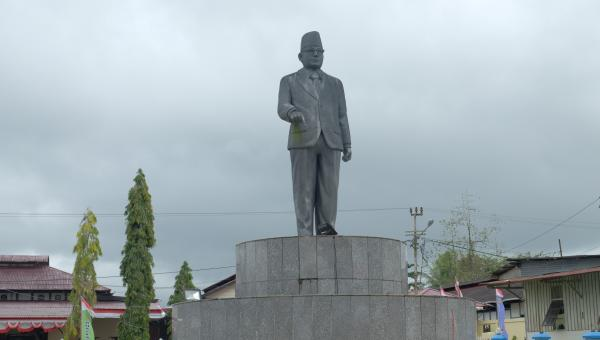
Statue en souvenir de Muhammad Hatta près de l'aéroport et de l'ancienne prison

## Géographie
Le kabupaten s'étend sur 27 108 km2 dans le sud-est de la Nouvelle-Guinée occidentale et est frontalier avec la Papouasie-Nouvelle-Guinée.

## Histoire
À l'époque coloniale, Boven Digoel était le lieu d'un camp de concentration où le gouvernement des Indes néerlandaises envoyait notamment des prisonniers politiques, comme des militants du Parti communiste indonésien après l'échec de l'insurrection de 1927, et les dirigeants nationalistes Hatta et Sjahrir en 1934.
Le kabupaten est créé le 12 novembre 2002 par division de celui de Merauke et fait alors partie de la province de Papouasie avant de rejoindre celle de Papouasie méridionale lors de sa création le 11 novembre 2022.

## Démographie
La population s'élevait à 35 400 habitants en 2000 et à 64 285 habitants en 2020.